# Kaple Panny Marie Pomocné (Malšín)
Kaple Panny Marie Pomocné byla postavena v roce 1856 na vrchu Tumberg, kde se dochovaly zbytky strážní věže středověkého hrádku u Ostrova. Vesnice Ostrov se nachází asi 1 km jižně od obce Malšín v okrese Český Krumlov. Byla součástí farnosti Malšín, po jejímž zrušení bylo její území převedeno pod farnost Vyšší Brod. Je chráněná jako kulturní památka.

## Historie a popis
První písemná zmínka o vesnici pochází z roku 1372. Od opravené kaple umístěné na ostrohu je rozhled až k rakouskému Sternsteinu (1122 m n. m.). Na vrcholu je odpočívadlo a pod kaplí je instalován dalekohled.